# Nothobachia ablephara
Nothobachia ablephara är en ödleart som beskrevs av  Rodrigues 1984. Nothobachia ablephara ingår i släktet Nothobachia och familjen Gymnophthalmidae. Inga underarter finns listade i Catalogue of Life.